# Sziszkowci
Sziszkowci (bułg. Шишковци) – wieś w Bułgarii, w obwodzie Kiustendił, w gminie Kiustendił. Według danych szacunkowych Ujednoliconego Systemu Ewidencji Ludności oraz Usług Administracyjnych dla Ludności, 15 września 2022 roku miejscowość liczyła 454 mieszkańców.

## Osoby związane z miejscowością

### Zmarli
- Władimir Dimitrow(inne języki) (1882–1960) – bułgarski artysta